# Ereveld Pandu
Ereveld Pandu is een erebegraafplaats in Bandung, Indonesië.
Het ereveld telt 4000 graven. De meeste graven zijn van Nederlandse oorlogsslachtoffers en militairen uit Japanse concentratiekampen die bij de val van Japan in 1945 nog snel werden omgebracht. Op het hoogste punt van het ereveld staat een vlag met aan de voet van de vlag de namen waar de meeste mensen zijn omgebracht. Ook generaal Berenschot ligt hier begraven.
Er staan ook twee monumenten, een voor alle burgers die er begraven zijn zonder dat hun naam bekend is, en een voor alle soldaten die er begraven zijn zonder dat hun naam bekend is.

## Hier begraven
- Gerardus Johannes Berenschot, luitenant-generaal
- Leonhard Elisa Lanjouw, luitenant-kolonel
- ir. Arij Lenis Verwoerd, majoor en gepensioneerd waterbouwkundige